# Coppa Italia di Serie A2 2003-2004 (calcio a 5)
La quinta edizione della Coppa Italia di Serie A2 ha preso avvio il 13 settembre 2003 e si è conclusa il 16 marzo 2004. Al torneo sono iscritte d'ufficio tutte le Società di Serie A2. Alla Società vincente la finale sono assegnati il trofeo Coppa Italia L.N.D. Divisione Nazionale calcio a Cinque e 25 medaglie da assegnare ai calciatori e ai tecnici della squadra.

## Regolamento
Le norme di svolgimento dei triangolari prevedono che la squadra che riposa nella prima giornata sia determinata tramite sorteggio, così come la squadra che disputa la prima gara in trasferta; riposa nella seconda giornata la squadra che ha vinto la prima gara o, in caso di parità, quella che ha disputato la prima gara in casa; nella terza giornata si svolge la gara fra le due squadre che non si erano incontrate in precedenza. La classifica finale del triangolare tiene conto dei punti ottenuti negli incontri disputati. In caso di parità tra le tre squadre è data precedenza alla migliore differenza reti e in secondo luogo al maggior numero di reti segnate; persistendo ulteriore parità è effettuato il sorteggio presso la Divisione Calcio a Cinque. In caso di parità per determinare il primo e secondo posto od il secondo e terzo posto si terrà conto, nell'ordine: dell'esito degli incontri diretti; della migliore differenza reti nel complesso di tutte le gare; del maggior numero di reti segnate nel complesso di tutte le gare;
Persistendo ulteriore parità verrà effettuato il sorteggio presso la Divisione Calcio a Cinque. Anche per quanto concerne tutte le gare ad eliminazione diretta, l'ordine di svolgimento delle gare è stabilito per sorteggio. Risulta qualificata la squadra che nelle due partite di andata e ritorno, ha ottenuto il miglior punteggio, ovvero, a parità di punteggio, la squadra che ha realizzato il maggior numero di reti. Qualora risultasse parità nelle reti segnate, gli arbitri della gara di ritorno faranno disputare due tempi supplementari di 5 minuti ciascuno. Qualora anche al termine dei tempi supplementari le squadre risultassero in parità si procederà all'effettuazione dei calci di rigore.

## Prima fase
Le società sono suddivise in quattro triangolari e otto accoppiamenti stabiliti, per quanto possibile, del criterio di vicinorietà. Le prime due classificate di ciascun triangolare e le vincitrici degli accoppiamenti, che disputeranno gare di andata e ritorno ad eliminazione diretta, accederanno alla seconda fase.

### Risultati[1]

#### Prima giornata[2]
13, 16 settembre 2003

##### Triangolari
- Aymavilles- Virtus Brescia 2-0
- Quartu 2000 - Delfino 4-3
- Bellona - Olimpia 6-2
- Pompei Medicorp - Pagani 4-1

##### Raggruppamenti
- Cadoneghe - Petrarca 6-0
- San Lazzaro - Giemme 3-7
- Cesena - Pol. Giampaoli Ancona 3-2
- CLT Terni - San Michele 1-4
- CUS Viterbo - Nepi 2000 2-6
- Brillante Roma - Torrino 5-2
- CUS Molise - Miracolo Piceno 7-6
- Reggio C5 - Team Matera 3-3

#### Seconda giornata[3]
23 settembre 2003

##### Triangolari
- Virtus Brescia - Bergamo 4-0
- Delfino - Cagliari 0-2
- Olimpia - Casertana 1-2
- Pagani - Città di Aversa 1-8

##### Raggruppamenti
- Petrarca - Cadoneghe 1-3
- Giemme - San Lazzaro 6-2
- Pol. Giampaoli Ancona - Cesena 6-4 (d.t.s.)
- San Michele - CLT Terni 4-5
- Nepi - CUS Viterbo 5-2
- Torrino- Brillante Roma 3-5
- Miracolo Piceno - CUS Molise 3-5 (d.t.s.)
- Team Matera - Reggio C5 3-4

#### Terza giornata[4]
14 ottobre 2003

##### Triangolari
- Bergamo - Aymavilles 3-1
- Cagliari - Quartu 2000 1-2
- Casertana - Bellona 4-0
- Città di Aversa - Pompei Medicorp 3-2

### Classifica

#### Triangolare C
|  | Squadra        | P.ti | V | P | S | GF | GS | DR |
|  | -------------- | ---- | - | - | - | -- | -- | -- |
|  | Virtus Brescia | 3    | 1 | 0 | 1 | 4  | 2  | +2 |
|  | Aymavilles     | 3    | 1 | 0 | 1 | 4  | 4  | 0  |
|  | Bergamo        | 3    | 1 | 0 | 1 | 2  | 4  | -2 |
|  |                |      |   |   |   |    |    |    |

#### Triangolare I
|  | Squadra        | P.ti | V | P | S | GF | GS | DR |
|  | -------------- | ---- | - | - | - | -- | -- | -- |
|  | Casertana      | 6    | 2 | 0 | 0 | 6  | 1  | +5 |
|  | Bellona        | 3    | 1 | 0 | 1 | 6  | 6  | 0  |
|  | Olimpia Ischia | 0    | 0 | 0 | 2 | 3  | 8  | -5 |
|  |                |      |   |   |   |    |    |    |

#### Triangolare D
|  | Squadra          | P.ti | V | P | S | GF | GS | DR |
|  | ---------------- | ---- | - | - | - | -- | -- | -- |
|  | Quartu 2000      | 6    | 2 | 0 | 0 | 6  | 4  | +2 |
|  | Cagliari         | 3    | 1 | 0 | 1 | 3  | 2  | +1 |
|  | Delfino Cagliari | 0    | 0 | 0 | 2 | 3  | 6  | -3 |
|  |                  |      |   |   |   |    |    |    |

#### Triangolare L
|  | Squadra | P.ti | V | P | S | GF | GS | DR  |
|  | ------- | ---- | - | - | - | -- | -- | --- |
|  | Aversa  | 6    | 2 | 0 | 0 | 11 | 3  | +8  |
|  | Pompei  | 3    | 1 | 0 | 1 | 6  | 4  | +2  |
|  | Pagani  | 0    | 0 | 0 | 2 | 2  | 12 | -10 |
|  |         |      |   |   |   |    |    |     |

#### Raggruppamenti
| Squadra 1      | Totale | Squadra 2              | Andata | Ritorno |
| -------------- | ------ | ---------------------- | ------ | ------- |
| Cadoneghe      | 9-1    | Petrarca               | 6-0    | 3-1     |
| San Lazzaro    | 5-12   | Giemme                 | 3-6    | 2-6     |
| Cesena         | 7-8    | Polisportiva Giampaoli | 3-2    | 4-6 dts |
| CLT Terni      | 6-8    | San Michele            | 1-4    | 5-4     |
| CUS Viterbo    | 4-12   | Nepi                   | 2-6    | 2-6     |
| Brillante Roma | 10-5   | Torrino                | 5-2    | 5-3     |
| CUS Molise     | 12-9   | Miracolo Piceno        | 7-6    | 5-3 dts |
| Reggio         | 7-6    | Team Matera            | 3-3    | 4-3     |

## Ottavi di finale[5][6][7]
Le sedici Società qualificate sono suddivise in otto accoppiamenti stabiliti tramite un sorteggio avvenuto il 18 ottobre 2003. Le Società predette disputano gare di andata e ritorno ad eliminazione diretta e la vincitrice accede ai quarti di finale.
| Squadra 1      | Totale | Squadra 2              | Andata | Ritorno |
| -------------- | ------ | ---------------------- | ------ | ------- |
| Giemme         | 19-15  | Cadoneghe              | 7-9    | 12-6    |
| Virtus Brescia | 16-6   | Cagliari               | 13-3   | 3-3     |
| Quartu 2000    | 4-11   | Aymavilles             | 3-1    | 1-8     |
| San Michele    | 8-6    | Polisportiva Giampaoli | 4-4    | 4-2     |
| Brillante Roma | 2-8    | Nepi                   | 2-2    | 0-6     |
| Pompei         | 6-5    | Casertana              | 3-1    | 3-4     |
| Bellona        | 6-4    | Aversa                 | 4-2    | 2-2     |
| CUS Molise     | 14-7   | Reggio                 | 5-3    | 9-4     |

## Quarti di finale[9][10]
Le otto Società qualificate sono suddivise in quattro accoppiamenti già stabiliti. Le Società predette disputeranno gare di andata e ritorno ad eliminazione diretta e la vincitrice accede alla final four.
| Squadra 1      | Totale | Squadra 2   | Andata | Ritorno |
| -------------- | ------ | ----------- | ------ | ------- |
| Virtus Brescia | 5-7    | Giemme      | 0-3    | 5-4     |
| Aymavilles     | 11-4   | San Michele | 6-1    | 5-3     |
| CUS Molise     | 7-6    | Bellona     | 4-2    | 3-4     |
| Pompei         | 0-12   | Nepi        | 0-6    | 0-6     |

## Final four
Le quattro Società vincenti i quarti di finali disputano, in sede unica la final four per l'assegnazione della Coppa Italia di categoria della stagione sportiva 2003-2004. Le gare di semifinale e di finale sono disputate in gara unica e gli accoppiamenti determinati per sorteggio, avvenuto il 17 febbraio 2004 presso la sede della Divisione Calcio a 5. In questa sede le quattro società, di comune accordo, hanno fatto richiesta di non giocare la finale per il terzo e quarto posto. La final four della manifestazione si è disputata presso il Centro Sportivo Montfleuri di Aosta il 15 e il 16 marzo 2004.

### Tabellone
|  | Semifinali | Semifinali | Semifinali |        |      | Finale | Finale | Finale |  |
|  |            |            |            |        |      |        |        |        |  |
|  | Nepi       | Nepi       | 6 dts      |        |      |        |        |        |  |
|  | Nepi       | Nepi       | 6 dts      |        |      |        |        |        |  |
|  | CUS Molise | CUS Molise | 5          |        |      |        |        |        |  |
|  | CUS Molise | CUS Molise | 5          |        | Nepi | Nepi   | 1      |        |  |
|  |            |            |            |        | Nepi | Nepi   | 1      |        |  |
|  |            |            | Giemme     | Giemme | 3    |        |        |        |  |
|  | Aymavilles | Aymavilles | Giemme     | Giemme | 3    | 3      |        |        |  |
|  | Aymavilles | Aymavilles |            |        |      |        |        |        |  |
|  | Giemme     | Giemme     | 5          |        |      |        |        |        |  |

### Semifinali[13]
| Arbitri: | Emanuele Zandonà (Padova) Enrico Carpani (Ascoli) |

| |           |                                                                  |
| Maculani 13'20'’ De Noronha 13'40'’ Franchi 14'10'’ Garcias 36'43'’ Maculani 36'54'’ (t.l.) De Noronha 49'49'’ | Marcatori | 12’ Carulla 13'47'’, 23’ Apicella 31’ (aut.) Franchi 32’ Carulla |

| Arbitri: | Aniello Prisco (Frosinone) Alberto Maestroni (Varese) |

|                                   |           |                                                                     |
| Chatrian 4’ Bravi 12’ Ceccato 37’ | Marcatori | 2’ Cleverson 21’ Tapajós 22’ Cleverson 25’ F. Morosini 29’ Moravski |

### Finale[14]
| Arbitri: | Ugo Navillod (Aosta) Donato Mauro (Battipaglia) |

| |            | |
| Marchetti 18’ | Marcatori  | 13’ (aut.) Ciocci 32’ F. Morosini 39’ De Zordi |
| · Massimiliano Liscapade · Júnior · Leandro Planas · Luca Marchetti · Gianluca Maculani · Hernán Garcias · Alessandro Ciocci · Francesco Milani · Cristian Bresciani · Alessandro Fabrizi · Gustavo Planas · Alessandro Quatrini | Formazioni | · Marcelo Antonelli · Flavio Morosini · Michele Miscioscia · Mauricio De Zordi · Daniele Palumbo · Jamur Moravski · Cristian Campanella · Mauro Tapajós · Marco Gazzini · Cleverson Alves · Éder Rodrigues · Fabrizio Di Martino |
| Fulvio Colini | Allenatori | Mario Neri |